# جاك إدواردز (لاعب كريكت)
جاك إدواردز (12 يونيو 1860 في أستراليا - 31 يوليو 1911 في أستراليا) (بالإنجليزية: Jack Edwards)‏ هو لاعب كريكت أسترالي. شارك مع منتخب أستراليا الوطني للكريكت. أما مع النوادي، فقد لعب مع نادي ملبورن للكريكت ‏.

## وصلات خارجية
- جاك إدواردز على موقع إي آس بي آن كريك إنفو (الإنجليزية)